# Джордже-Енеску (комуна)
Джордже-Енеску (рум. George Enescu) — громада в повіті Ботошані в Румунії. До складу комуни входять такі села (дані про населення за 2002 рік):
- Арборя (593 особи)
- Джордже-Енеску (219 осіб)
- Думень (1909 осіб) — адміністративний центр комуни
- Попень (534 особи)
- Стинка (431 особа)

Комуна розташована на відстані 398 км на північ від Бухареста, 30 км на північ від Ботошань, 122 км на північний захід від Ясс.

## Населення
За даними перепису населення 2002 року у комуні проживали 3686 осіб, усі — румуни. Усі жителі комуни рідною мовою назвали румунську.
Склад населення комуни за віросповіданням:
| Релігія       | Кількість осіб | Відсоток |
| ------------- | -------------- | -------- |
| православні   | 3453           | 93,7%    |
| баптисти      | 108            | 2,9%     |
| п'ятдесятники | 99             | 2,7%     |
| бретрени      | 16             | 0,4%     |
| адвентисти    | 10             | 0,3%     |